# Miron Czernienko
Miron Markowicz Czernienko (ur. w 1931 w Charkowie, zm. 24 lutego 2004 w Moskwie), rosyjski krytyk filmowy.

## Życiorys
Był znawcą kina europejskiego, w tym polskiego, autorem książek poświęconych twórczości Wajdy i Kutza. Studiował prawo na uniwersytecie w Charkowie, później ukończył także Wszechzwiązkowy Państwowy Instytut Kinematografii w Moskwie (scenopisarstwo i historia filmu).
Przez wiele lat kierował rosyjską Gildią Znawców i Krytyków Kina, był także przewodniczącym komisji selekcyjnej Międzynarodowego Festiwalu Filmowego w Moskwie. W głośnej książce Czerwona gwiazda - żółta gwiazda (2001) przedstawił dzieje kina żydowskiego w okresie ZSRR i pierwszych latach po jego upadku.
Uhonorowany polskimi odznaczeniami - odznaką "Zasłużony dla Kultury Polskiej" oraz Złotym Krzyżem Zasługi RP (2003).